# Ана Гавалда
Ана Гавалда (фр. Anna Gavalda, рођена 9. децембра 1970. У Булоњ Бијанкур, Сенски висови) је професорка француског језика и награђивани романописац.

## Живот и рад
У часопису Voici називали су је „далеким потомком Дороти Паркер“, Ана Гавалда рођена је у предграђу више класе Париза. Радила је као професор француског језика у средњој школи када је 1999. године први пут објављена збирка њених приповедака под насловом Je voudrais que quelqu'un m'attende quelque part (Желео бих да ме неко негде чека) који је наишао на позитивне критике и комерцијални успех, продавши више од три четвртине милиона примерака у њеној родној Француској и освајање Grand prix RTL-Lire 2000. године. Књига је преведена на бројне језике, укључујући енглески, и продата је у двадесет седам земаља. Објављен је ради признања у Северној Америци 2003. године, као I Wish Someone Were Waiting for Me Somewhere. Књига је похваљена и представља лектиру и школски избор широм света на неколико језика.
Гавалдин први роман Je l'aimais (Волео сам је) објављен је у Француској у фебруару 2002. године и касније те године на енглеском језику. Инспирисан неуспехом сопственог брака, и то је био велики књижевни успех и бестселер, а пратио га је кратки (96 страница) роман за одрасле, 35 kilos d'espoir (35 килограма наде) за који је рекла да је написала „одајте почаст онима који су моји студенти били глупави у школи, али иначе фантастични људи“.
2004. године, њен трећи роман, Ensemble, c'est tout (Лов и окупљање), био је усредсређен на животе четворо људи који живе у стамбеној кући: младу уметницу која се бори с муком која ноћу ради као чистач канцеларије, млада аристократска несретница, куварица и остарела бака. Књига од 600 страница је бестселер у Француској. 
Од 2007. године, њене три књиге продате су у више од 3 милиона примерака у Француској.  Лов и окупљање снимљен је 2007. године у филму Клода Берија, са Одре Тоту и Гијом Канет-ом.  Адаптацију њеног првог романа Je l'aimais, са Данијел Отеј-ом и Marie-Josée Croze, 2009. године снимио је Zabou Breitman. 
Превела је и на француски роман Џона Вилијама Стонер. 
У марту 2018. Ана Гавалда појавила се у афричким медијима као једна од финалисткиња Велике награде књижевних удружења 2017.  Ушла је у ужи избор у категорији Belles-Lettres за своју збирку кратких прича под насловом Fendre l'armure, која је објављена 2017. 

## Приватни живот
Разведена и мајка је двоје деце. Ана Гавалда живи у граду Мелун, Сена и Марна, око 50 км југоисточно од Париза. Поред писања романа, доприноси и писању за часопис Ел. 

## Дела
- Je voudrais que quelqu'un m'attende quelque part (Желео бих да ме неко негде чека)( 1999)
- 35 kilos d'espoir (35 килограма наде)(2002)
- Je l'aimais (Волео сам је)( 2002)
- Ensemble, c'est tout (Лов и окупљање или Заједно, то је све)(2005)
- La Consolante (2008)
- L'Échappée belle (2009)
- Billie (2013)
- Des vies en mieux (2014)
- Fendre l'armure  (2017)

## Филмске адаптације
- Лов и окупљање, 2007.
- Неко кога сам волео, 2009.